# کوژلانی
کوژلانی (به چکی: Kožlany) یک منطقهٔ مسکونی و شهرستان دارای شهرک سابقاً روستا در جمهوری چک است که در ناحیه پلزن-شمالی واقع شده‌است.
 کوژلانی  ۱٬۳۷۷ نفر جمعیت دارد.